# 寬永寺
寬永寺（日语：寛永寺），位於日本東京都台東區的上野，為天台宗別格大本山，本尊為藥師如來，寺內擁有的三尊木造的藥師佛像被日本政府指定為重要的文化財產。寬永寺的創立者是德川家光，由第一任住持天海在1625年所建造。因為在寬永年間開始建造，所以被稱為寬永寺，寬永寺也是德川家的菩提寺之一。江戶時代十五位征夷大將軍中，總共有六位被埋葬在寬永寺。十七世紀中期以後，歷代住持開始由皇族擔任，日光山與比叡山被當成天台宗的本山。寬永寺原先的範圍是在現在不忍池及上野站的地區。不忍池及位在中央小島上的辯天堂是為了模仿琵琶湖及湖中央的竹生島。原本人們只能搭船前往辯天堂，後來才建造一座石橋讓人們可以步行前往。辯天堂曾在第二次世界大戰時被摧毀，後來才再度重建。
許多寺廟曾在1657年的明曆大火時被燒毀，後來一座新的寺廟於1698年建造在寬永寺的附近。寬永寺原本附加伽藍的建築幾乎在慶應4年（1868年）爆發的上野戰爭中（屬於戊辰戰爭）被完全摧毀，後來也沒有復原。

## 历史
起初是德川家為了在關東地區建造一個具有影響力的宗教中心，於是建造仿造比叡山的延曆寺來建造寬永寺。元和8年（1622年）時，江戶幕府第二代將軍德川秀忠與當時的天台宗高僧天海大僧正發願興建一座大寺院，並捐獻土地準備開始建造寬永寺。寬永2年（1625年），第3代將軍德川家光在現在的東京國立博物館的原址興建了僧侶的住所。因為京都有比叡山鎮守，為了與比叡山相對，所以寬永寺山號取為東叡山。
天海於寬永20年（1643年）去世後，弟子公海繼任寬永寺的住持，而他的繼承者則是後水尾天皇第3皇子守澄法親王（1654年開始擔任住持）。從此，寬永寺的住持都是由天皇的兒子或姪子來擔任，因此寬永寺也被尊稱為「輪王寺宮」。
元祿11年（1698年），在第5代將軍德川綱吉的時候，相當於現在的上野公園大噴水池的地方，寬永寺的正殿上的中堂建造完成。
現在上野公園的區域就位在原本寬永寺的範圍內。在極盛時期，寺廟面積甚至是現在上野公園的2倍。

### 上野戰爭

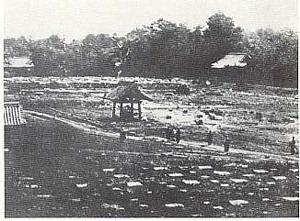
在上野戰爭中遭到破壞的寬永寺，攝於1868年

日本文學專家愛德華·山第斯笛卡（Edward Seidensticker）曾在書中描述寬永寺的在戰爭遭受破壞的過程。
在戊辰戰爭中，擁護天皇的軍隊佔領大部分的東京及江戶城後，雖然大部分的德川軍隊紛紛投降，但是有一支駐守在上野的軍隊仍然打算抵抗到底。這支軍隊大約有2,000人，由彰義隊（德川幕府組成的軍隊）的成員所組成。他們挾持寬永寺的住持，這可能導致長州藩及薩摩藩的軍隊沒有立刻攻擊寬永寺的原因。
最後的戰鬥從1868年7月4日上午展開，在激烈的戰鬥後，長州藩及薩摩藩的軍隊從南邊的黑門（靠近現在上野公園的入口）攻破彰義隊的防守。大部分的守軍（大約300名）在戰鬥中喪生。而寬永寺也在大砲的攻擊下與數千棟房屋被火焚毀，只有清水觀音堂、東照宮、五重塔及大佛殿未遭受波及。寬永寺的住持則化妝逃走，並搭船離開東京。
大部份德川家的靈廟後來在第二次世界大戰中遭到破壞。

## 建築

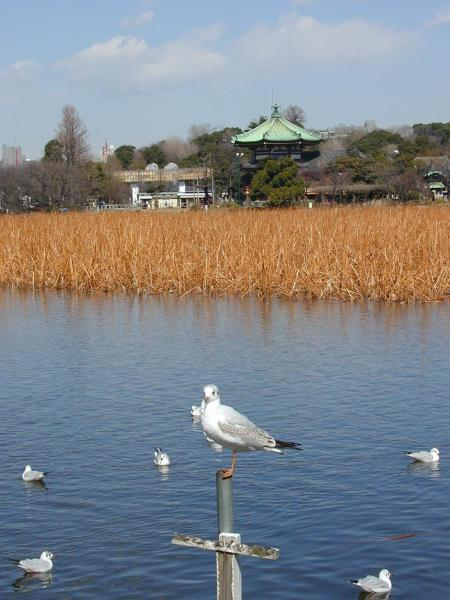
不忍池與辯天堂

- 本堂－在殿內隱密安放三尊木造的藥師佛像（本堂內是不公開）。
- 書院
- 清水觀音堂－在上野公園內，位於西鄉隆盛銅像附近，供奉千手觀音菩薩，為寬永8年（1631年）所建，為重要文化財產。
- 舊本坊表門－通稱黑門，為寬永年間的建築物。
- 辯天堂－位於上野公園南側不忍池的中央，為祭祀七福神之一的辯財天而設立的。昭和20年（1945年）3月時因戰禍而被燒毀，後來在昭和33年（1958年）重建。
- 五重塔－為重要文化財產，由古河城主土井利勝於寬永16年（1639 年）所重建，位於上野動物園的範圍內。塔內原先安放的釋迦如來佛、藥師如來、彌勒菩薩與阿彌陀佛現在都寄放在東京國立博物館內。

## 文化財產
重要文化財產
- 清水觀音堂
- 舊本坊表門

- 嚴有院靈廟　(*)記號表示物件為個人所有
  - 勅額門
  - 手水舍
  - (*)奧院唐門（銅造）
  - (*)奧院寶塔（銅造）

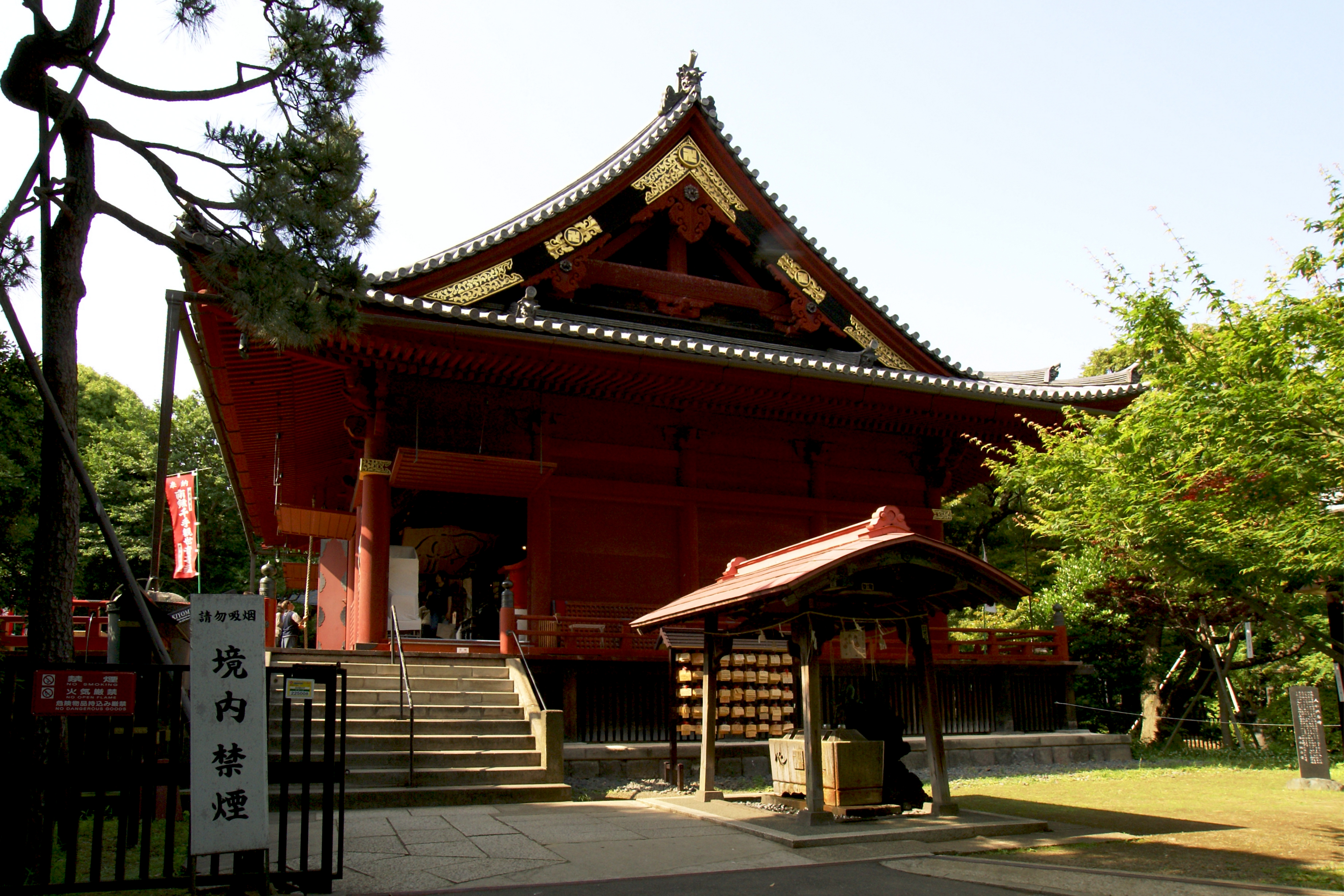
上野恩賜公園內的清水觀音堂

  - (*)附:浚明院寶塔、文恭院寶塔（皆為石造）
- 常憲院靈廟　(*)記號表示物件為個人所有
  - 勅額門
  - 水盤舍
  - (*)奥院唐門（銅造）
  - (*)奥院寶塔（銅造）
  - (*)附:有德院寶塔、孝恭院寶塔、温恭院寶塔、天璋院寶塔（皆為石造）
- 木造藥師三尊像

安放在本堂（根本中堂）的秘傳藥師佛本尊。
- 絹本著色兩界曼荼羅圖 －現在寄放在東京國立博物館。
- 天海版木活字

其他
- 算額

## 關連項目
- 增上寺
- 天海
- 上野恩賜公園

## 外部連結
- Kaneiji Temple official website （页面存档备份，存于）(Japanese)
- Kaneiji Temple Official website （页面存档备份，存于）(Chinese)
- Link to Japanese National Tourist Organization web page
- Link to contemporary snapshot images of Kan'ei-ji five-story pagoda
- National Diet Library: photograph of Kan'ei-ji pagoda (1896) （页面存档备份，存于）; photograph of Toshogu Shrine at Ueno (1911) （页面存档备份，存于）
- Link to "The battle of Toeizan Temple on Mount Sanno at Ueno," Yoshitoshi Tsukioka (1874) （页面存档备份，存于）

35°43′17″N 139°46′28″E / 35.721432°N 139.774306°E